# Geiselberg
Geiselberg település Németországban, Rajna-vidék-Pfalz tartományban. Lakosainak száma 793 fő (2023. december 31.).

## Népesség
A település népességének változása:
| Lakosok száma | 675  | 790  | 767  | 768  | 794  | 793  |
|               | 1975 | 2017 | 2019 | 2021 | 2022 | 2023 |